# Sturmfahrt nach Alaska
Sturmfahrt nach Alaska (im Original The World in His Arms) ist ein US-amerikanischer Abenteuerfilm des Regisseurs Raoul Walsh aus dem Jahr 1952. Das Drehbuch basiert auf einem Roman von Rex Beach. Die Erstaufführung in Deutschland fand am 28. November 1952 statt.

## Handlung
San Francisco im Jahr 1850. Die russische Gräfin Marina Selanova entflieht ihrer arrangierten Vermählung mit dem Prinzen Semyon. Sie bucht eine Fahrt mit dem Schiff des Kapitäns Manuel – auch genannt: "Der Portugiese" – nach Sitka in Alaska. Dort ist ihr Onkel Ivan Vorashilov Gouverneur und kann sie schützen.
Der illegale Robbenjäger Kapitän Jonathan Clark „Der Boston-Mann“, ein erbitterter Rivale des Portugiesen, befreit seine von diesem schanghaiten Seeleute. Die Gräfin schickt einen Mann zu Clark, um herauszufinden, ob sie mit ihm weiterreisen könne. Doch Clark hasst Russen und lehnt ihr Angebot ab. Als Marina sich selber zu Clark begibt, gibt sie sich als die Begleiterin der Gräfin aus und kann ihn umstimmen. Nach einer Weile verlieben die beiden sich. Clark macht ihr einen Heiratsantrag, den Marina annimmt.
Als sie in einem Hafen landen, findet Prinz Semyon Marina und bringt sie selber nach Sitka. Clark, der sich von Marina betrogen fühlt, macht mit Manuel eine Wettfahrt nach Alaska, mit seinem Schiff als Wetteinsatz. Clark gewinnt, aber Manuel versucht Clarks Schiff zu übernehmen. Es kommt zu einem Streit zwischen beiden Mannschaften, als ein russisches Kanonenboot längsgeht und alle Männer nach Sitka verfrachtet.
Prinz Semyon erpresst Marina mit der Freilassung Clarks, um sie zu heiraten. Doch der freigelassene Clark und seine Männer, ebenso wie Manuel und seine Mannschaft machen kehrt. Clark rettet Marina und segelt mit ihr davon.

## Kritiken
„Seefahrer- und Abenteurerfilm mit vordergründiger antirussischer Tendenz; formal ein lange Zeit unterschätzter Film, der ebenso spannende wie ästhetisch reizvolle Unterhaltung bietet.“

„Die anti-russisch getönte Romanze zeigt Draufgänger in opulent-wilden Szenarien. Höhepunkt ist die Wettfahrt der beiden Schoner-Kapitäne.“

## Hintergrund
Zu der Zeit, in der der Film spielt (1850), war Alaska eine russische Kolonie, die einzige Übersee-Kolonie Russlands. Doch die Kolonie erwies sich für das Russische Kaiserreich (damals unter Zar Nikolaus I.) als unrentabel und auch schwer zu verwalten. Für umgerechnet 7,2 Millionen US-Dollar kauften die USA die Kolonie dem Russischen Reich, das nach dem verlorenen Krimkrieg Geldnot hatte, ab. 
Am 18. Oktober 1867 ging Alaska in den Besitz der USA über (dieser Tag ist als Alaska Day ein Feiertag in Alaska) und wurde am 3. Januar 1959 der 49. Bundesstaat der USA (siehe Geschichte Alaskas).
Sig Ruman wurde 1884 als Siegfried Albon Rumann in Hamburg geboren. 1924 siedelte er in die USA über und wurde am Broadway eingesetzt, bevor er 1929 zum Film ging.
Für die Ausstattung des Films zeichneten Russell A. Gausman und Alexander Golitzen verantwortlich. Sie wurden unterstützt von Julia Heron, die später ebenfalls einen Oscar bekam.